# Margon (Hérault)
Margon település Franciaországban, Hérault megyében. Lakosainak száma 775 fő (2022. január 1.). Margon Abeilhan, Alignan-du-Vent, Pouzolles és Roujan községekkel határos.

## Népesség
A település népességének változása:
| Lakosok száma | 202  | 156  | 209  | 318  | 610  | 654  | 703  | 717  | 724  | 775  |
|               | 1968 | 1982 | 1990 | 2006 | 2013 | 2015 | 2017 | 2019 | 2020 | 2022 |